# Conchocera
Conchocera là một chi bọ cánh cứng trong họ Chrysomelidae.
Chi này được Laboissiere miêu tả khoa học năm 1922.

## Các loài
Chi này gồm các loài:
- Conchocera heterocera (Gestro, 1895)